# Styltskinnbaggar
Styltskinnbaggar (Berytidae) är en familj i insektsordningen halvvingar med ungefär 172 arter världen över som tillhör gruppen skinnbaggar.

## Kännetecken
Styltskinnbaggar är små till medelstora skinnbaggar som ofta är mörkt färgade. De har en smal och långsträckt kropp och långa tunna ben och antenner. De kan till utseendet påminna något om myggor.

## Levnadssätt
Styltskinnbaggar finns i många olika habitat. De flesta lever på växer men några lever på marken. Många styltskinnbaggar lever på växter försedda med körtelhår och de långa benen och sugsnabeln kan vara en anpassning till detta. De flesta arter i familjen tycks livnära sig på växtsaft, men några verkar åtminstone delvis vara predatorer som bland annat angriper bladlöss. Som andra halvvingar har styltskinnbaggar ofullständig förvandling, det vill säga utvecklingen från nykläckt till imago sker gradvis genom flera nymfstadier.